# Umweltarena

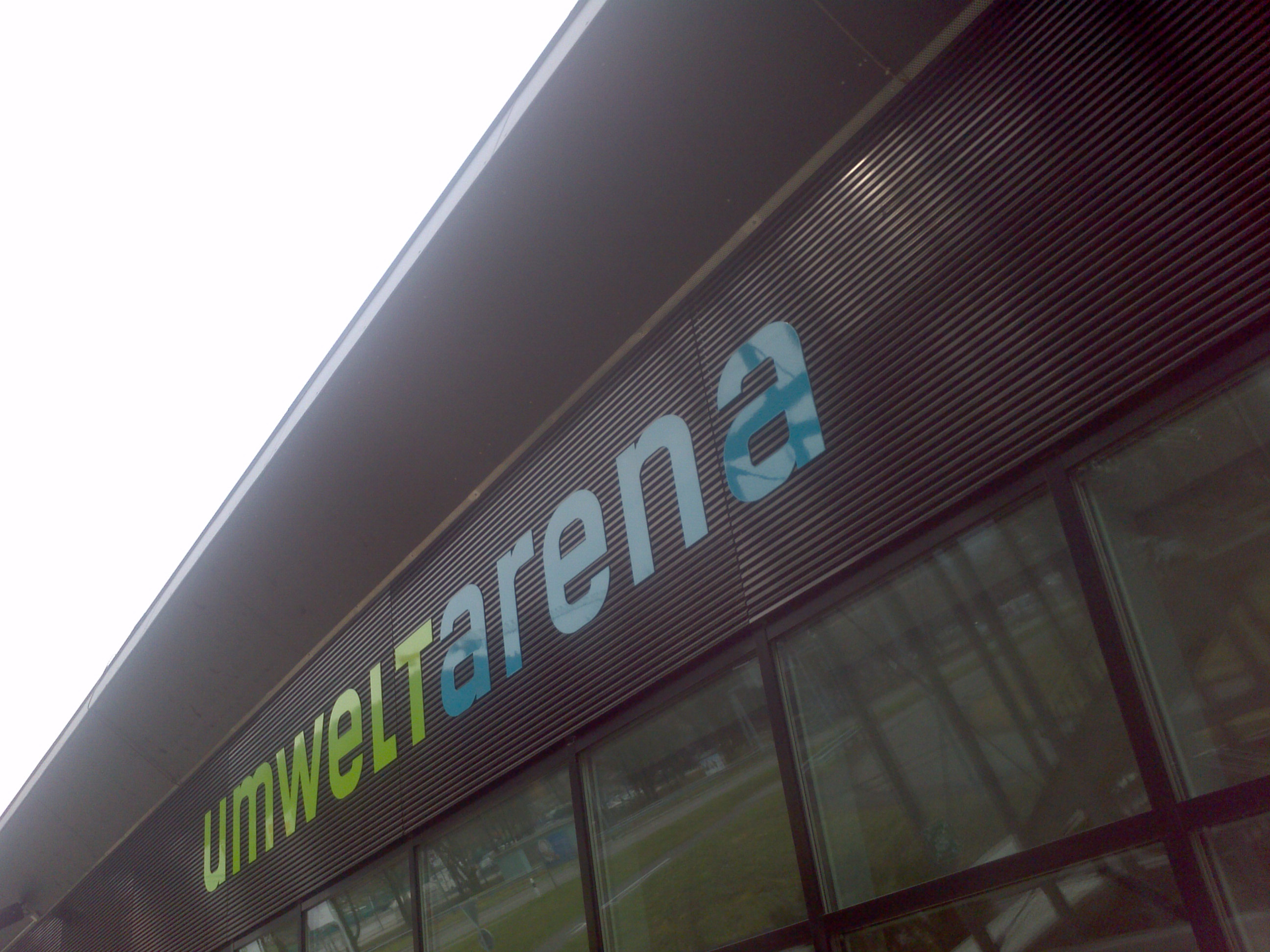
Logo der Umweltarena

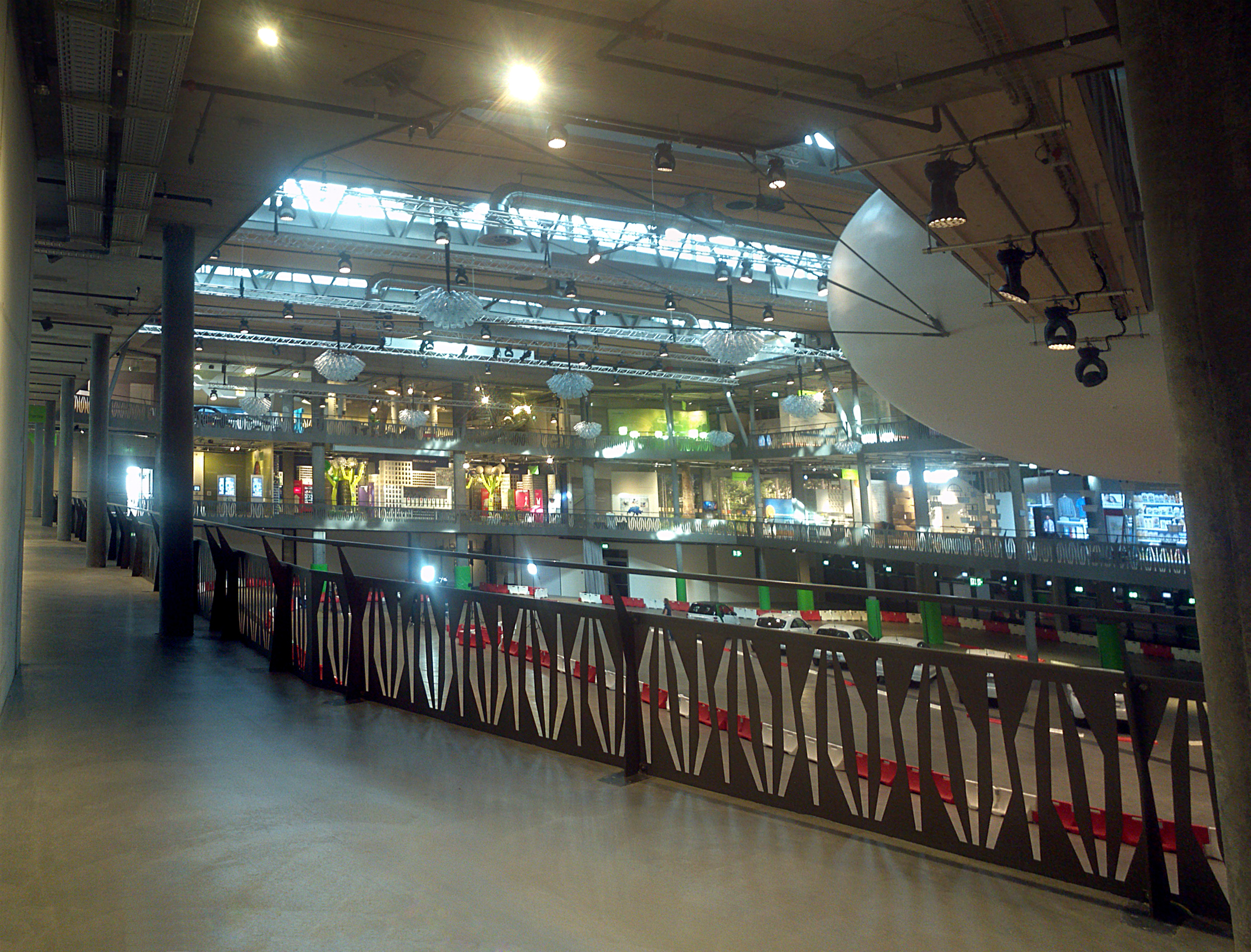
Umweltarena innen

Die Umweltarena (Eigenbezeichnung Umwelt Arena Schweiz) wurde im August 2012 von Bundesrätin Doris Leuthard zusammen mit dem Initiator Walter Schmid eröffnet und befindet sich im Gewerbegebiet von Spreitenbach, Aargau. Die Umwelt Arena wurde als Ausstellungs- als auch als Veranstaltungsplattform für bis zu 2500 Besucher konzipiert. Das Projekt wurde von Walter Schmid, dem Erfinder des Kompogas-Verfahrens, privat geplant und ausgeführt. 
Auf fünf Etagen sind rund 140 Firmen und Organisationen präsent, die den Besucher über nachhaltige Produkte und Dienstleistungen, nachhaltiges Leben und alltagstauglichen Umweltschutz informieren. Die 45 Einzelausstellungen sind das ganze Jahr hindurch geöffnet. Die Umwelt Arena wird nicht durch staatliche Mittel unterstützt und bezieht keine Mittel der öffentlichen Hand oder Subventionen des Bundes. Die Umwelt Arena finanziert sich aus Eintrittsgeldern, Mieteinnahmen für die Ausstellungsflächen, Einnahmen aus Veranstaltungen und Events und aus Sponsorengeldern. 

## Gebäude

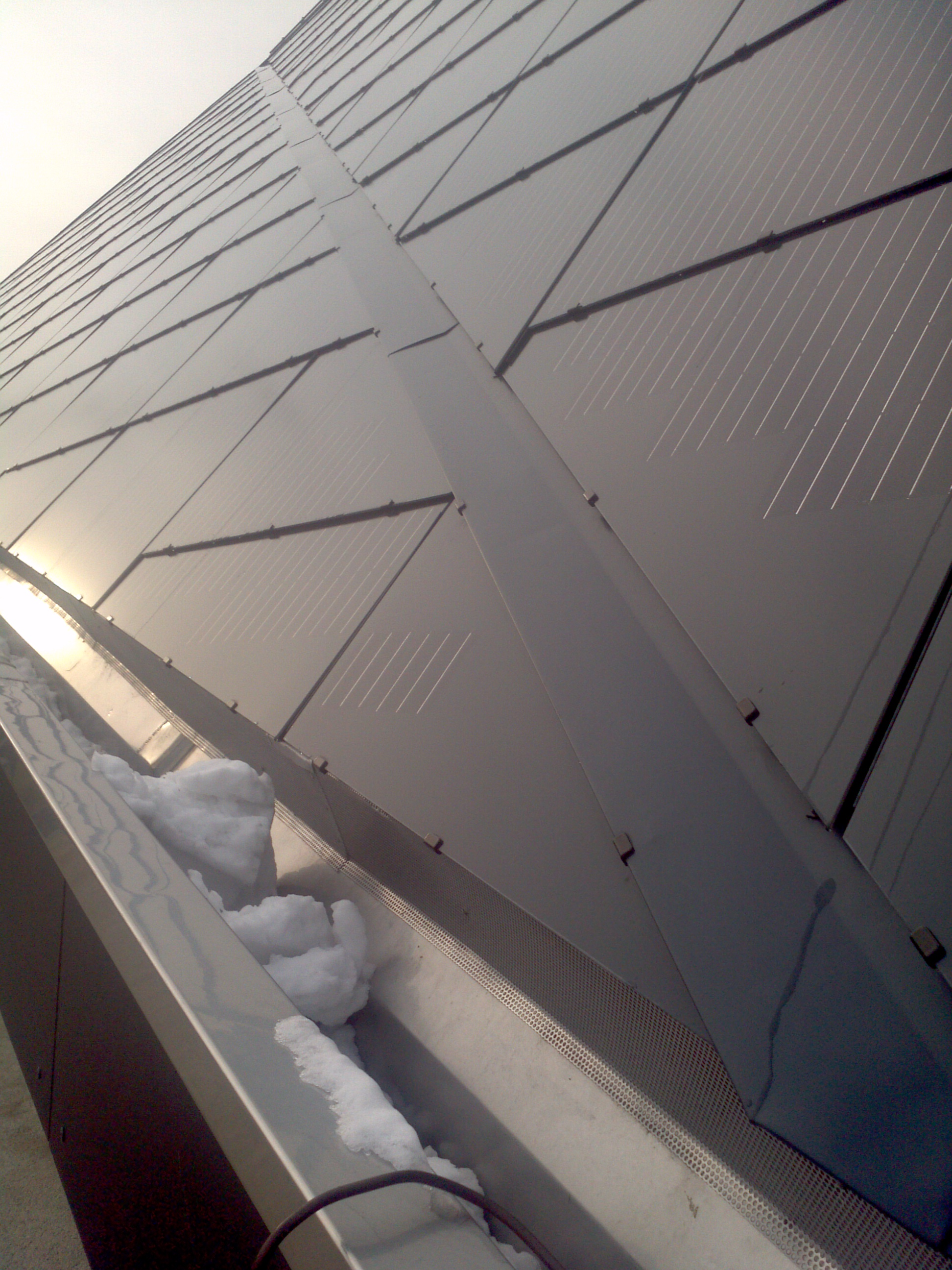
Solarmodule mit Dachrinne

Die Umwelt Arena ist ein Plusenergiehaus (PlusEnergieBau PEB) mit vier Ober- und drei Untergeschossen. Das Äussere des Gebäudes mutet futuristisch an. Nach den Worten des Architekten René Schmid, dem Sohn von Walter Schmid, leitet sich die Form sowohl von Vogelschwingen als auch der Anmutung schneller Autos und Boote ab. Ausserdem sollte das Gebäude dynamisch wirken, wofür ein gutes Längen-Höhen-Verhältnis erforderlich wäre. Die Facetten und der dunkle Glanz der Photovoltaikelemente sollen an den Facettenschliff eines Kristalls erinnern.
Die nach oben gerichteten Teile der Aussenhülle sind vollständig mit Solarzellen bedeckt. Das Gebäude ist dadurch mit der grössten dachintegrierten Anlage der Schweiz ausgestattet. Auf 33 Einzelflächen sind 5239 monokristalline Photovoltaikzellen angeordnet, die 540'000 kWh Strom liefern; Das ist mehr als das Doppelte des Eigenenergiebedarfs. Die steilsten Dachflächen haben eine Neigung von 60°, die am wenigsten geneigten sind um 6° gekippt. Diese nahezu waagerechten Flächen machten eine besondere Unterkonstruktion notwendig, damit kein drückendes Wasser ins Gebäudeinnere gelangen kann. Am unteren Ende der Dachflächen befindet sich eine breite, rechteckige Regenrinne, die grossen Lasten standhalten muss, insbesondere bei beginnender Schneeschmelze. Bereits Ende 2011 ist die Solaranlage ans Schweizer Netz angeschlossen worden.
Das Innere des Gebäudes wird von der über drei Stockwerke reichenden, sogenannten Arena bestimmt. Von den einzelnen Stockwerken aus hat man einen ungehinderten Blick auf die unterste Gebäudeebene, die mit bis zu 1500 Sitzmöglichkeiten bestuhlt werden kann. Über den Jahreslauf finden dort unterschiedliche Veranstaltungen statt. Die Ausstellungsräume sind auf den einzelnen Stockwerken zum Gebäudeäusseren hin angeordnet und können über breite Wandelgänge erreicht werden.

### Bauzeit
Bereits während der Bauzeit war man bestrebt, die Umweltbelastung so gering wie möglich zu halten. Der Baustellenbetrieb funktionierte CO2-neutral. Man verwendete erneuerbare Energien: Windkraft für den Baukran, Solaranlagen auf den Baubaracken, Bio- und Erdgasbetriebene Lastwagen, Biodiesel für die Baumaschinen und CO2-neutralen Strom auf der Baustelle. 

### Geschosseinteilung

Schemaplan der öffentlich zugänglichen Stockwerke

#### 3. Obergeschoss
Begehbare Dachfläche mit den Ausstellungen Sonnenenergie, Windenergie, Energie aus Biomasse und Dachbegrünung. Zusätzlich sind hier Teile der Gebäudetechnik untergebracht.
Die Speisereste aus dem hauseigenen Restaurant der Umwelt Arena werden in der Kompogasanlage in Energie umgewandelt. 
Die Verwendung von Biomasse ist CO2-neutral. Organische Rohstoffe sind nachwachsend und bauen bei der Photosynthese das Kohlendioxid ein, das bei der Verwertung freigesetzt wird. In Kraftwerken lässt sich mit Holz Strom und Wärme erzeugen. Mittels Vergärung wird aus organischen Abfällen (Garten- und Küchenabfall) Biogas hergestellt. Aufbereitetes Biogas kann in das Ergasnetz eingespeist werden. Somit lässt sich je nach Bedarf damit heizen, fahren oder über ein Blockheizkraftwerk Strom produzieren.
Die Dachterrasse hat verschiedene Funktionen: Das Dach wird begrünt (Urban Farming). Die Flächen werden unterschiedlich gestaltet und bieten seltenen Pflanzenarten, wie z. B. Orchideen, einen Lebensraum. Das hauseigene Restaurant nutzt einen Teil der Fläche zum Anbau von Kräutern, die in der Küche verwendet werden. 
Auf dem Dach der Umwelt Arena befinden sich ausserdem einige gebäudetechnische Anlagen: Teile der Wärmepumpen, Windturbinen und verschiedene Solaranlagen, Flächen- und Röhrenkollektoren, ein Hybridmodul und Photovoltaikanlagen.

#### 2. Obergeschoss
Leitthema im 2. Stockwerk ist «Bauen und Modernisieren». Die Einzelausstellungen sind: Garten, Bauschadstoffe, Gebäudehülle, Baumaterialien, Gebäudetechnik, Hausgeräte, Wasser, Beleuchtung und Nachhaltiges Bauen.

#### 1. Obergeschoss
Das erste Stockwerk ist «Energie und Mobilität» gewidmet. Die Sonderausstellungen sind Finanzierung, Mobile Kommunikation,  Versicherung, Mobilität sowie ein Raum für Wechselausstellungen und ein Konferenzraum.

#### Erdgeschoss
Das Erdgeschoss steht unter dem Motto «Natur und Leben». Hier befinden sich neben einem Verkaufsraum für nachhaltige Produkte auch Ausstellungen zu den Themenfeldern Nachhaltigkeit, Biodiversität, Detailhandel, Wohnen, Holzwerkstoffe, Recycling,  Umweltberufe, Zertifizierungen und Chemie. Ausserdem befindet sich hier das Restaurant und ein weiterer Seminarraum.

#### 1. Untergeschoss
Die grosse Freifläche, die sogenannte Arena hat freien Einblick bis zum 2. Obergeschoss. Hier befinden sich zwei weitere Seminarräume sowie die Zugänge zu den beiden seitlich angeordneten, unterirdischen Parkplätzen. Die beiden weiteren Untergeschosse sind für die Technik vorbehalten und für die Öffentlichkeit nicht zugänglich.

### Gebäudeklima
Das Klima im Gebäudeinnern wird automatisch gesteuert. Ein komplexes Haustechniksystem kann sowohl auf die Thermieanlage auf dem Dach als auch ein Erdkollektorfeld mit 9 km langen Leitungen, die unter der 3. Bodenplatte beginnen, zurückgreifen. Eine Absorptionskältemaschine sowie ein 70'000 l Kaltwasserspeicher und ein gleich grosser Warmwasserspeicher sorgen für den richtige Wärme- und Kühlbedarf. Unter den Gebäudedecken sind insgesamt 60 m lange Wasserleitungen verlegt, in denen ein Sole-Wasser-Gemisch zirkuliert.

### Technische Daten

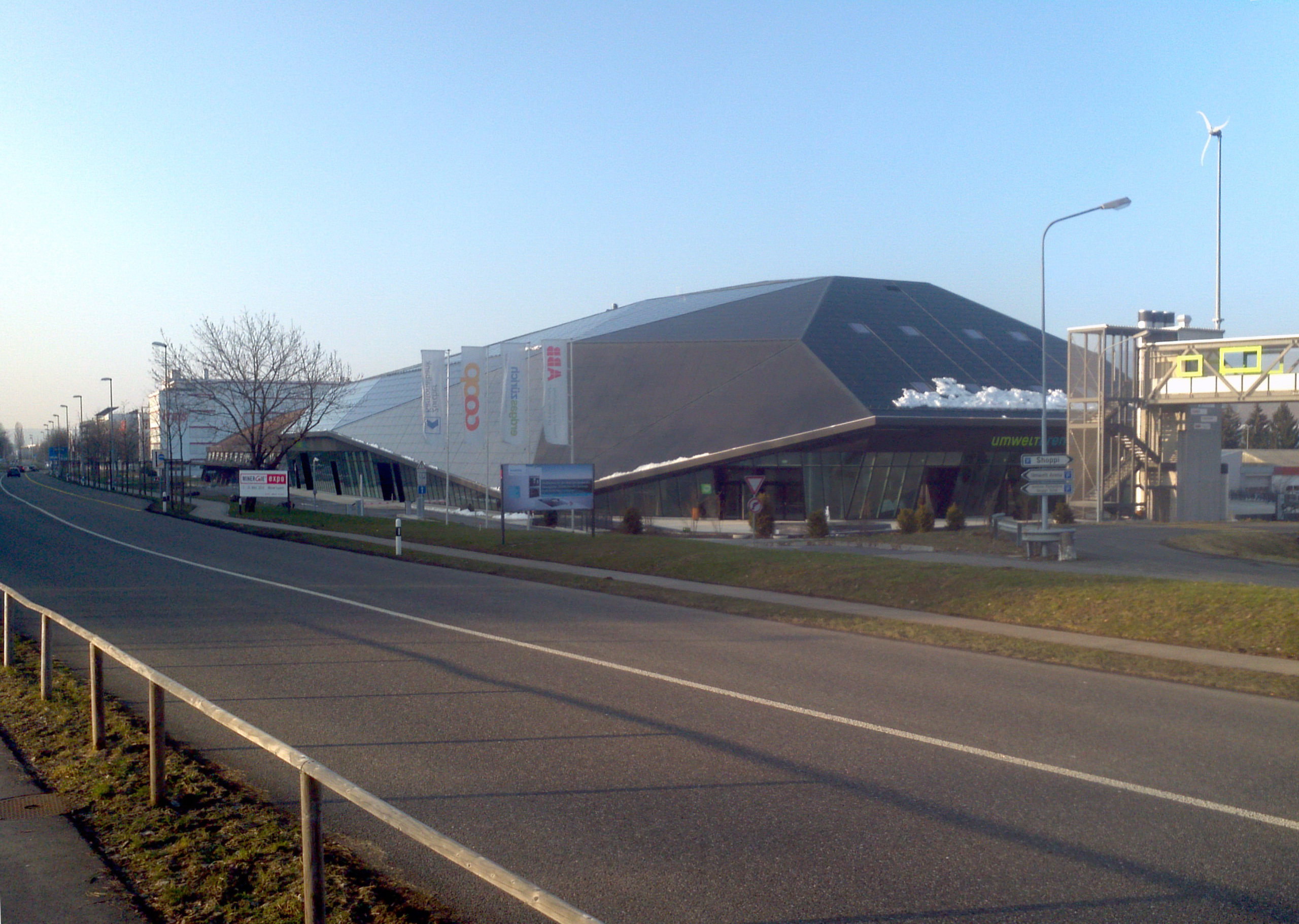
Umweltarena aussen

#### Wärmedämmung
Eine gute Wärmedämmung wird durch die kompakte Bauweise gewährleistet. Zudem ist ein Stockwerk in den Boden versenkt, was sich ebenfalls positiv in der Absorption bemerkbar macht. Beide Faktoren reduzieren den Wärmeverlust.
- Wand: 20 cm, U-Wert: 0,16 W/(m2·K)
- Dach/Estrich: 10 cm, U-Wert: 0,14 W/(m2·K)
- Boden: 20 cm, U-Wert: 0,17 W/(m2·K)
- Fenster (3-fach): g-Wert: 60 %, U-Wert: 0,67 W/(m2·K)

#### Energieversorgung
Die Eigenenergieversorgung beträgt 608'700 kWh/a (203 %). Sie errechnet sich nach dem voraussichtlichen Gesamtenergiebedarf (Endenergie) von 299'500 kWh/a und liefert damit einen Energieüberschuss von 103 % (309'200 kWh/a). Die Glas-Glas-Photovoltaik-Module wurden vom schweizerischen Hersteller 3S Photovoltaics produziert.
- 760 kWp-Photovoltaik 5300 m2, 102 kWh/m2a, 540'000 kWh/a (180 %)
- Solarthermie 38 m2, 530 kWh/m2a, 20'150 kWh/a (7 %)
- Biogas (interne Speiseabfälle) 5300 m2, 48'550 kWh/a (16 %)

## Auszeichnungen
- Europäischer Solarpreis 2012[1]
- Schweizer Solarpreis 2012[2]
- Zurich Klimapreis, Marktregion Mitte, Sonderpreis verliehen am 28. April 2011 von der Zurich Versicherung[3]
- Norman Foster Solar Award (NFSA) 2012